# Joaquim Martins da Cunha
Joaquim Martins da Cunha (1857 - 1911), 1.º Barão de Rio Torto e 1.º Visconde de Rio Torto, foi um empresário agrícola e político português.

## Família
Filho de José Martins da Cunha e de sua mulher Maria Antónia de Almeida, sobrinho paterno de João da Natividade Martins da Cunha (Seia, Santiago, Folgosa do Salvador - ?), Senhor da Quinta da Pelada nas Lajes, perto de Pinhanços, Seia, e de sua mulher Maria da Glória de Figueiredo Abreu e Castro (Oliveira do Hospital, Nogueira do Cravo - ?), neto paterno de Manuel Martins de Gouveia Jorge Ferrão (bap. Seia, Santiago, Folgosa do Salvador, 13 de Julho de 1766 - c. 1830), Senhor da Quinta da Pelada nas Lajes, Seia e Capitão de Ordenanças de Gouveia, o qual se distinguiu aquando das Invasões Francesas como Capitão-Mor de Santa Ovaia, e de sua mulher (1 de Julho de 1806) Rosa Benedita de Sequeira e Cunha (bap. Seia, Pinhanços, 6 de Agosto de 1787 - ?), filha de Manuel Nunes de Sequeira (Seia, Pinhanços, 2 de Novembro de 1760 - ?) e de sua mulher Rosália Maria Duarte (bap. Seia, Tourais, Lapa, 2 de Janeiro de 1750 - ?) e neta paterna de João Nunes de Sequeira (bap. Seia, Santa Marinha, 27 de Junho de 1724 - ?) e de sua mulher Caetana da Cunha e Silva (bap. Seia, Pinhanços, 16 de Março de 1728 - ?), e bisneto por varonia de Manuel Martins e de sua mulher Águeda Maria de Gouveia Ferrão (Seia, Santiago, Folgosa do Salvador, 20 de Fevereiro de 1746 - ?).

## Biografia
Foi grande e abastado Proprietário agrícola, não só em África, onde prestou assinalados serviços à obra da Colonização Portuguesa, fazendo uma exploração agrícola modelar para o tempo da Fazenda Gratidão, nas proximidades de Luanda, que herdou de seu tio José Bernardo da Silva, mas também na Freguesia de Santiago de Cassurrães, do Concelho de Mangualde, e em várias do Concelho de Gouveia, de cuja Câmara Municipal foi, por eleições sucessivas, Vogal e Presidente durante largos anos, até ao advento da República, etc.
O título de 1.º Barão de Rio Torto foi-lhe concedido por Decreto de D. Carlos I de Portugal de 7 de Julho de 1897, e o mesmo Soberano o elevou a 1.º Visconde de Rio Torto por Decreto de 14 de Julho de 1898.

## Casamento e descendência
Foi pai de dois filhos:
- Joaquim Martins da Cunha e Almeida, filho mais velho, que usou o título de 2.º Visconde de Rio Torto;
- António Martins da Cunha.